# Serranía de Sicasica
Die Serranía de Sicasica ist ein Gebirgszug innerhalb der bolivianischen Cordillera Central.
Die Serranía de Sicasica ist der westlichste Höhenzug der Cordillera Septentrional, des mittleren Abschnitts der bolivianischen Cordillera Central. Sie erstreckt sich zwischen den Großstädten La Paz im Norden und Oruro im Süden und hat eine Länge von etwa 200 km und eine mittlere Breite von 20 km. Die Höhenrücken der Serranía de Sicasica liegen häufig über 4000 m, zu ihren höchsten Erhebungen gehört der Gipfel des Wila Kkolu mit 4.838 m.
Entlang der Serranía de Sicasica verläuft im Westen die Nationalstraße Ruta 1 von La Paz über Patacamaya, Sica Sica und Caracollo nach Oruro, die Täler zwischen den Höhenrücken der Serranía sind nur dünn besiedelt; wichtigster Ort dort ist Luribay, Hauptstadt der Provinz Loayza.